# Belgicisme (politiek)

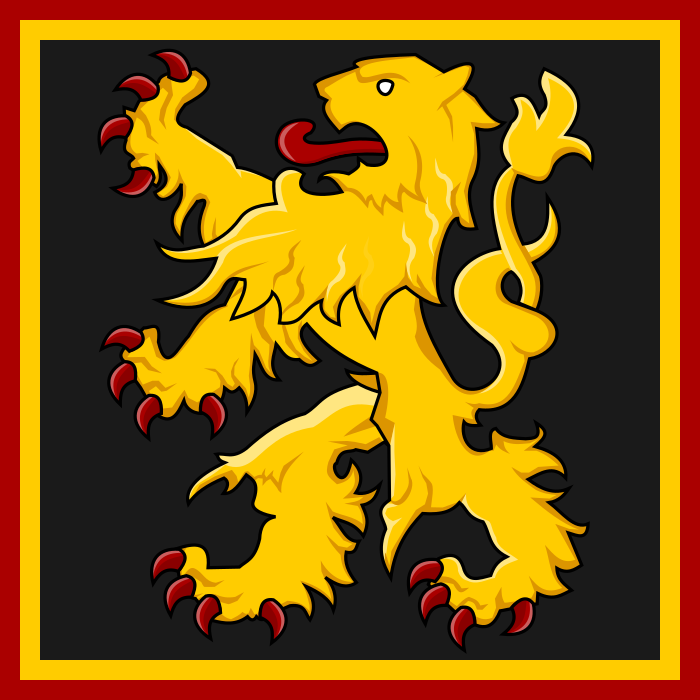
Vlag van het belgicisme, een Brabantse leeuw met een gele en rode omranding

Het belgicisme (Frans: belgicanisme) meestal gebruikt als synoniem voor unitarisme, is een politieke opvatting die de Belgische politieke en economische eenheid vooropzet in een federale staat. Aanvankelijk werd het gebezigd als pejoratief door tegenstanders uit de hoek van het Vlaamse, Waalse en Duitstalige streven naar grotere autonomie. De meeste belgicisten zijn voorstander van de Belgische monarchie als symbool van nationale eenheid, maar vooral aan de politieke linkerzijde zijn er ook Belgische republikeinen te vinden.

## Federaal unionisme
Er dient een duidelijk onderscheid te worden gemaakt tussen twee groepen. Enerzijds zijn er diegenen die een federale staat voorstaan, waar de studie- en drukkingsgroepen Coudenberg en B Plus bij behoren, evenals de politieke partij Belgische Alliantie. Deze groepen kunnen eigenlijk niet als 'unitaristen' of 'belgicisten' worden beschouwd. Anderzijds zijn er diegenen die voorstanders zijn van een zuiver unitair België, zoals het voor 1970 was. De politieke partij BUB behoort hiertoe.
Tot de eerste groepen behoren mandatarissen, uit diverse partijen, die zich achter de ideeën van B-Plus scharen, zoals onder meer Freddy Willockx (sp.a), Herman De Croo (Open Vld), Mark Eyskens en Wilfried Martens (CD&V) en Ludo Dierickx (Groen en sp.a), Pierre Chevalier (Open Vld) en Willy Claes (sp.a).
Ook in de media en de academische wereld bevinden zich voorstanders van hetzij het unionistisch federalisme, hetzij (in veel geringer aantal) het unitarisme, zoals de academici André De Coster, Kris Deschouwer, Dave Sinardet, Marc Hooghe, Petra Meier, Koen Raes, Antoon Vandevelde, Stefaan Walgraeve en de journalisten zoals Luc Van der Kelen, Marc Reynebeau, Mia Doornaert, Bart Brinckman, Paul Goossens, Walter Zinzen, Geert Van Istendael, Yves Desmet, Peter Vandermeersch en Anni Van Landeghem.
Ook groepen en instellingen zoals de vakbonden, de ziekenkassen, beroepsorganisaties, en denktanks zoals G1000 en Itinera Institute hebben een unitaristische of federaal-unionistische voorkeur.

## Radicaal unitarisme
Het radicale belgicisme wil het behoud van een onvoorwaardelijke eenheid tussen de Belgen, en het terugdraaien of afschaffen van de Vlaamse, Duitstalige en Waals-Franse autonomie. Voor deze belgicisten moeten de gewesten en gemeenschappen opnieuw bevoegdheden afstaan aan de federale staat (herfederaliseren), of bij voorkeur gewoon worden afgeschaft. De indeling in taalgebieden en de taalwetgeving in België blijven bestaan, alhoewel zij ook gemakkelijker voor een uitbreiding van de tweetaligheid zullen pleiten.
In het institutionele debat in België staat het belgicisme in zijn radicaal-unitaristische vorm, zowel tegenover de Vlaamse Beweging (confederalisten en separatisten), als tegenover het Franstalig-nationalistisch Brusselse DéFI, het Waalse autonomiestreven, het Franse rattachisme en de Waalse onafhankelijkheid.
Het belgicisme of unitarisme is eveneens tegen het streven van de Duitstaligen (waaronder Karl-Heinz Lambertz, de voormalige minister-president van de Duitstalige Gemeenschap van België) naar meer regionale autonomie voor de Duitstaligen.
Het belgicisme of unitarisme waarschuwt voor een verder uiteenvallen van de fiscale, financiële en sociale eenheid binnen de Belgische staat. De federalisten zijn het ermee eens dat de gewesten worden behouden als afzonderlijke bestuursniveaus. Echte belgicisten verkiezen de provincies sterker naar voren te schuiven.
Het belgicisme of unitarisme contextualiseert de bestaande communautaire problemen (tussen Franstaligen en Nederlandstaligen). Het stelt anderzijds wel een gedragscode in de vorm van een taalhoffelijkheidsakkoord voorop, waardoor iedere Belg volwaardig aan het institutionele en/of maatschappelijke leven moet kunnen deelnemen.

## Electoraal
Noch de Coudenberggroep, noch B Plus namen ooit deel aan verkiezingen en hadden of hebben ook niet de intentie dit te doen.
Pogingen om electoraal door te breken leverden aan unitaristische partijen weinig successen op. Partijen zoals de BUB en haar voorgangers presenteerden zich bij gemeenteraadsverkiezingen (EDB). De BUB en de Belgische Alliantie namen aan wetgevende verkiezingen deel, maar bleven, met maximaal 0,2% van de stemmen, marginale partijen. Bij de gemeenteraadsverkiezingen van 2012 en 2018 heeft de lijst Kraainem Unie wél zetels gehaald en werd in 2018 de grootste groep in de gemeenteraad. Haar lijsttrekker Bertrand Waucquez, huidige lid van de bestuurraad en voormalige CEO van B Plus, is burgemeester geworden. Verwacht wordt dat de in 2023 opgerichte partij l'Unie bij de federale verkiezingen van 9 juni 2024 zal deelnemen in de kieskringen Brussel, Vlaams-Brabant en Waals-Brabant.
Gelet op de eerder pejoratieve bijklank van het woord 'belgicisme', laten politici en andere deelnemers aan het publieke debat zich eerder voorstaan op de naam 'unionisme' of 'federaal unionisme', aangezien de meesten onder hen het federale feit niet ontkennen, maar het binnen de Belgische eenheid willen tot ontplooiing brengen. Ze willen de bevoegdheden van de gewesten en gemeenschappen hoogstens behouden, soms liever verminderen, of minstens herverdelen.

## Paviagroep
Een aantal academici, behorende tot alle Belgische universiteiten, streven onder de naam Paviagroep naar een uitdiepen van de federale gedachte en steunen onder meer de idee van federale kieskringen voor de federale verkiezingen. Ze worden voornamelijk geleid door de professoren Kris Deschouwer (VUB) en Philippe Van Parijs (UCL).